# Låt & Trall
Låt & Trall var en svensk folkmusikgrupp som var verksam i början av 1970-talet.
Låt & Trall tillkom som en ombildning av Diddlers efter att Pyret Moberg lämnat denna grupp. Medlemmar var Fred Lane (sång, dragspel, gitarr, bouzouki), Slim Lidén (sång, bouzouki, banjo, percussion), Marie Selander (sång, gitarr, banjo), Kjell Westling (fiol, gitarr) och Urban Yman (fiol, bas). Gruppen spelade såväl irländsk som svensk folkmusik och gav ut två album, Låt & Trall (1971, Sonet SLP 2524) och Gamla go'bitar (1973, Europafilm EFG 737601).